# Copa da Escócia de 1900–01
A Copa da Escócia de 1900-01 foi a 28º edição do torneio mais antigo do futebol da Escócia. O campeão foi o Heart of Midlothian F.C, que conquistou seu 3º título na história da competição ao vencer a final contra o Celtic F.C., pelo placar de 4 a 3.

## Premiação
| Copa da Escócia de 1900-01                  |
| Escócia                                     |
| ------------------------------------------- |
| Heart of Midlothian F.C Campeão (3º título) |